# Мясоедовская улица
Мясое́довская у́лица (укр.:Вулиця М’ясоїдівська) — одна из центральных улиц Молдаванки, района города Одессы. Улица берет начало от пересечения с ул. Разумовской и тянется до пересечения с ул. Мечникова.

## Название
Свое современное название улица получила 5 июля 1841 года, благодаря имению одесского мещанина Дементия Мясоеда. Дементий Мясоед владел на улице также пивным и квасным заводами. Так, существует документ от 2 февраля 1835 года 
«о покупке имения, принадлежащего одесскому мещанину Дементию Мясоедову, заключающегося в пивном и квасном заводе с принадлежащими оному пристройками, состоящего в IV части, — предместье Молдаванка».

Имение Мясоеда (также указывается как Мясоедов) строил Никифор Черкунов, тогдашний известный городовой архитектор IV части города. Точное расположение этого имения неизвестно, однако 3 марта 1853 года указывается, что 
«Дом Мясоедова на Молдаванке, Тираспольская улица у Черепенникова моста».
 Черепенников мост через Порто-Франковский ров находился на месте современного Прохоровского сквера напротив ул. Большой Арнаутской, то есть не на Мясоедовской, а скорее на Прохоровской.

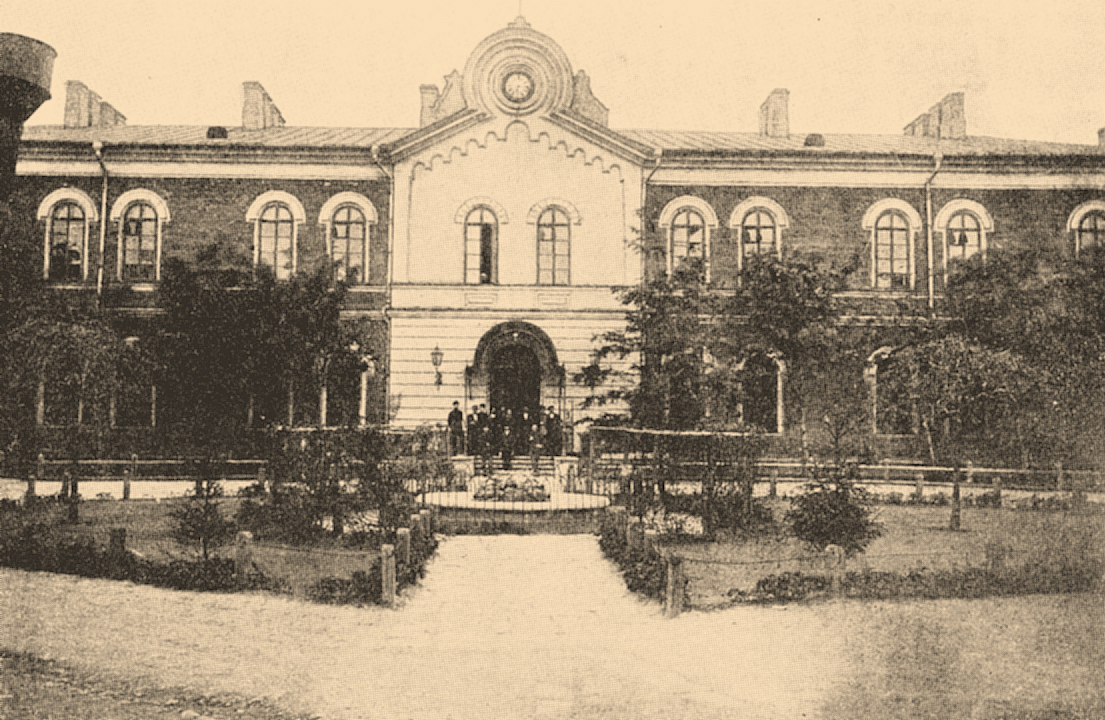
Главный корпус Еврейской больницы. Фотография 19-го века.

## История
История улицы тесно связана с созданием Еврейской больницы (теперь — Городская клиническая больница № 1). В конце 18— го века в Одессе существовало еврейское общество наведывания больных — «Бикур-холим». Расширяя свою деятельность, общество создало в 1802 году больницу (Хекдеш) на 6 коек, которая размещалась в Карантинной балке. Уже за год существования больница расширилась до 20 коек. В 1829 году больница купила имение на Молдаванке. Здесь разместили 60 коек, а штат состоял из врача, цирюльника, кухарки, прачки, дворника и нескольких служителей. Имение, где была размещена больница, находилось именно на пересечении современных улиц «Мясоедовской» и Богдана Хмельницкого, которая тогда получила название Госпитальной. В 1866 году часть улицы Мясоедовской, от Прохоровской до Болгарской, сменила название на Еврейско-Больничная, благодаря Еврейской больнице, находившейся здесь на перекрестке с ул. Госпитальной. В 1870 году этот же участок переименовывают в Госпитальный переулок, но на практике название «Мясоедовская» используются для всей улицы от Треугольной площади и до Болгарской (улицы Мечникова тогда не существовало, на её месте вдоль стены кладбища проходила правосторонняя застройка ул. Старопортофранковской).
В 1928 году название улицы изменено; её назвали в честь еврейского писателя Шолом-Алейхема, который проживал на этой улице с 1860 года.
Историческое название, «улица Мясоедовская», было возвращено на период с 19 ноября 1941 года по 14 апреля 1944 года.
Окончательное возвращение исторического названия состоялось 15 мая 1995 года.

## В культуре
- «Мясоедовская улица» — песня, посвящённая улице и многократно перепетая многими исполнителями и группами[1][2][3][4][5].

Были годы, здесь бродил Утёсов,
Под гитару песни пел свои,
А когда он создал джаз, то исполнил в первый раз
Песенку про улицу мою.

## Галерея

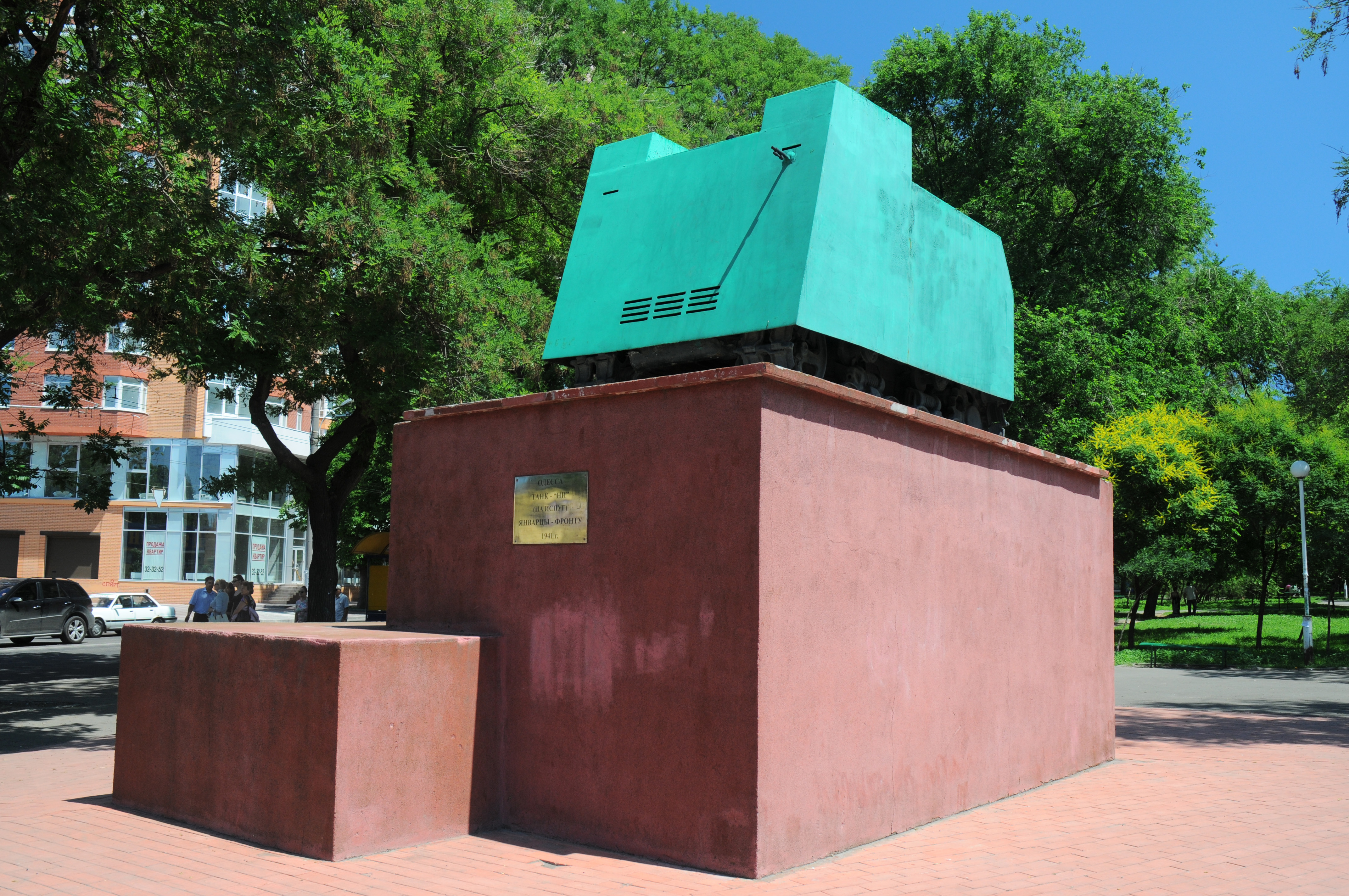
Середнинский сквер (бывшая Треугольная площадь) в начале улицы.
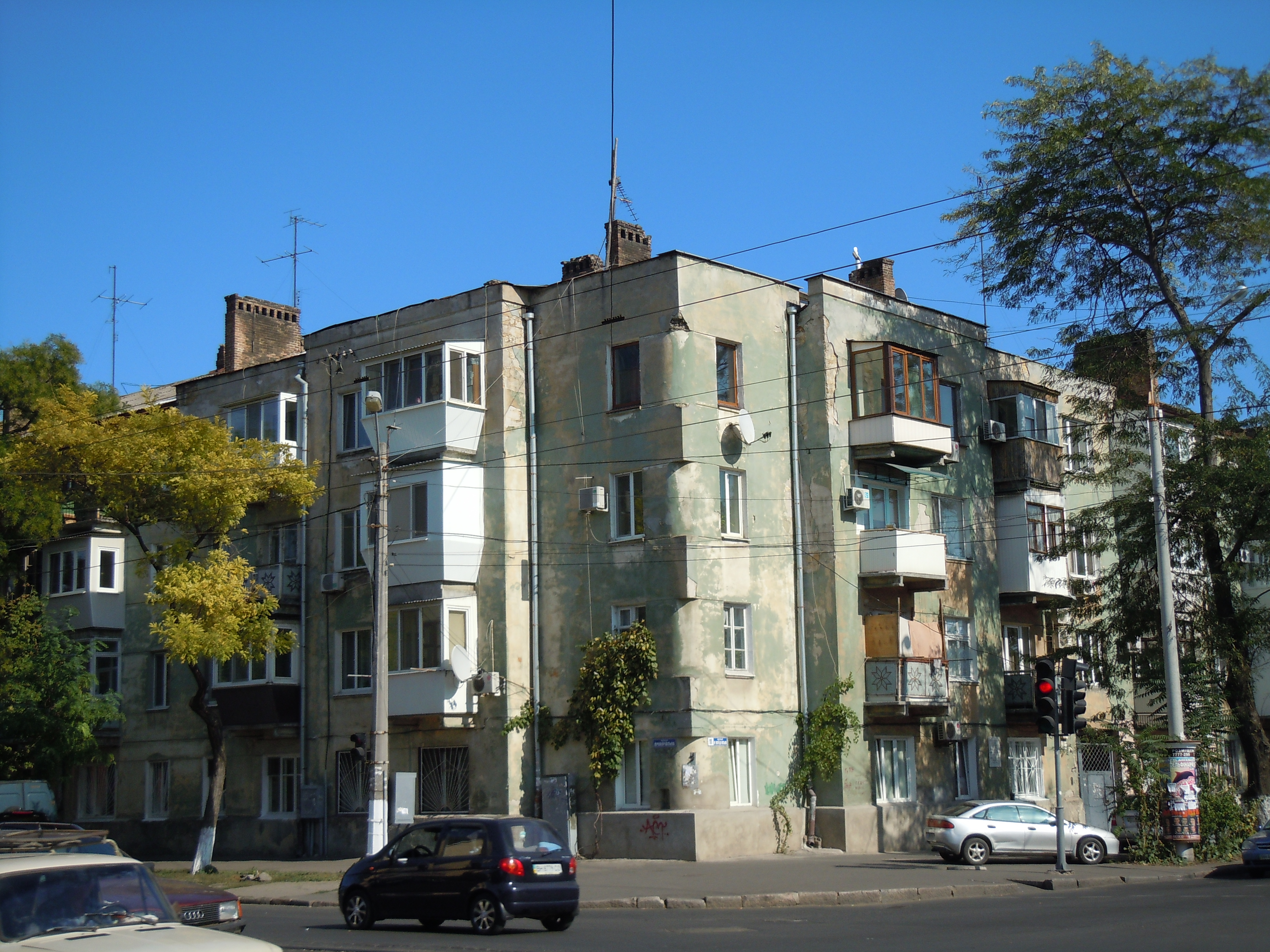
Здание на углу с ул. Прохоровская. Примерно в этом районе существовало поместье Мясоеда.
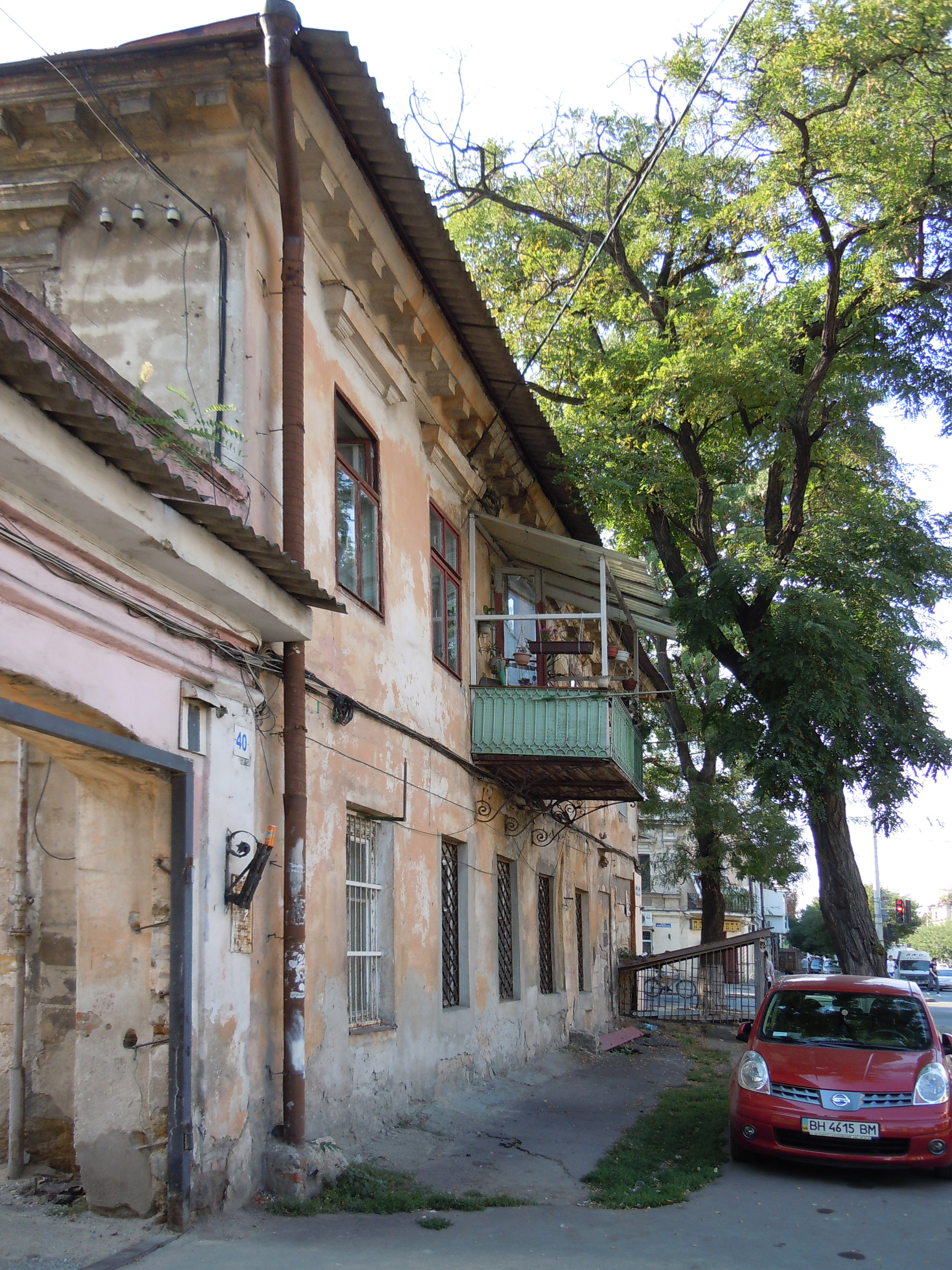
Типовая застройка Молдаванки, ул. Плотоядовская, 40.
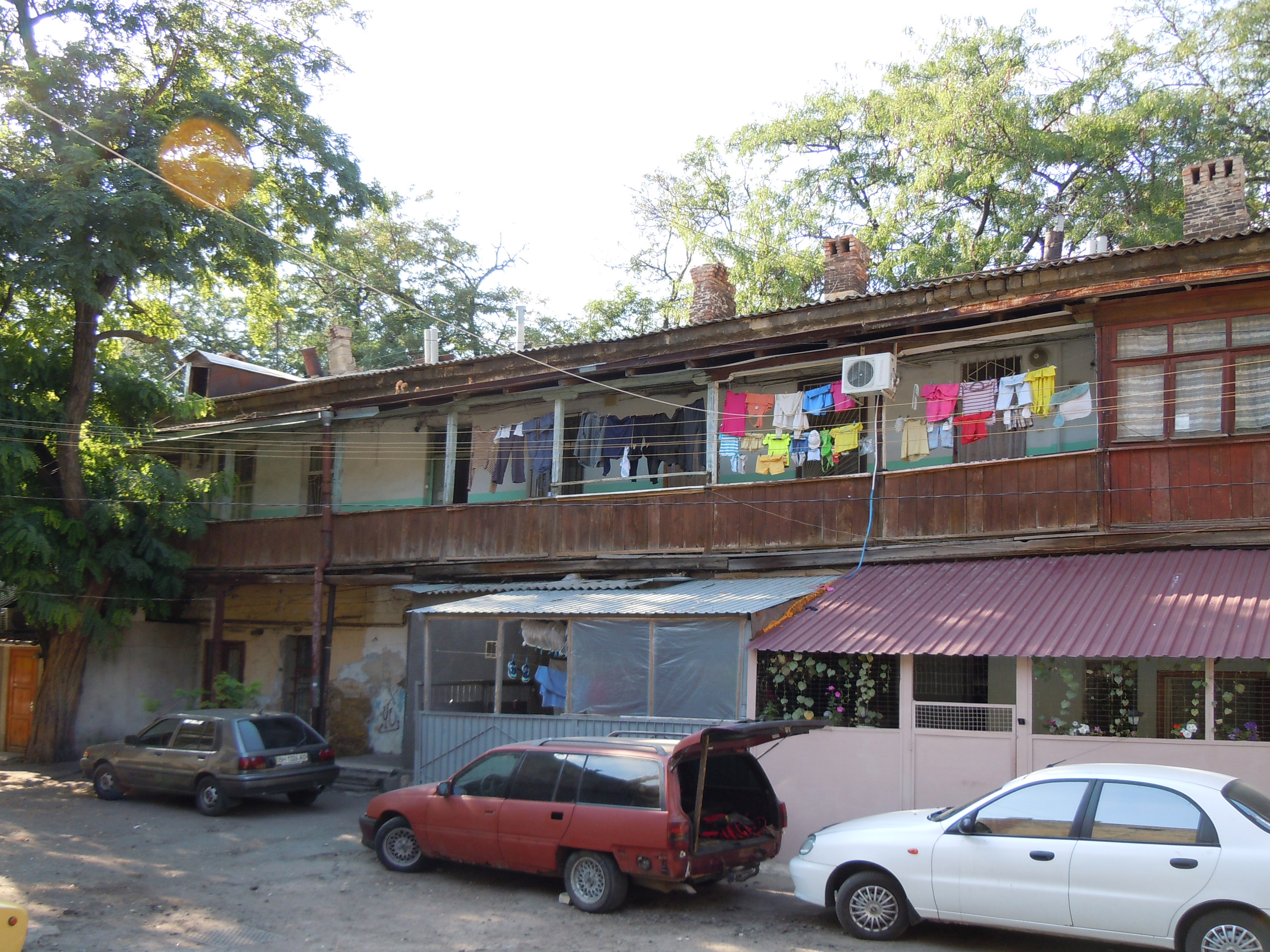
Дворики на Мясоедовской
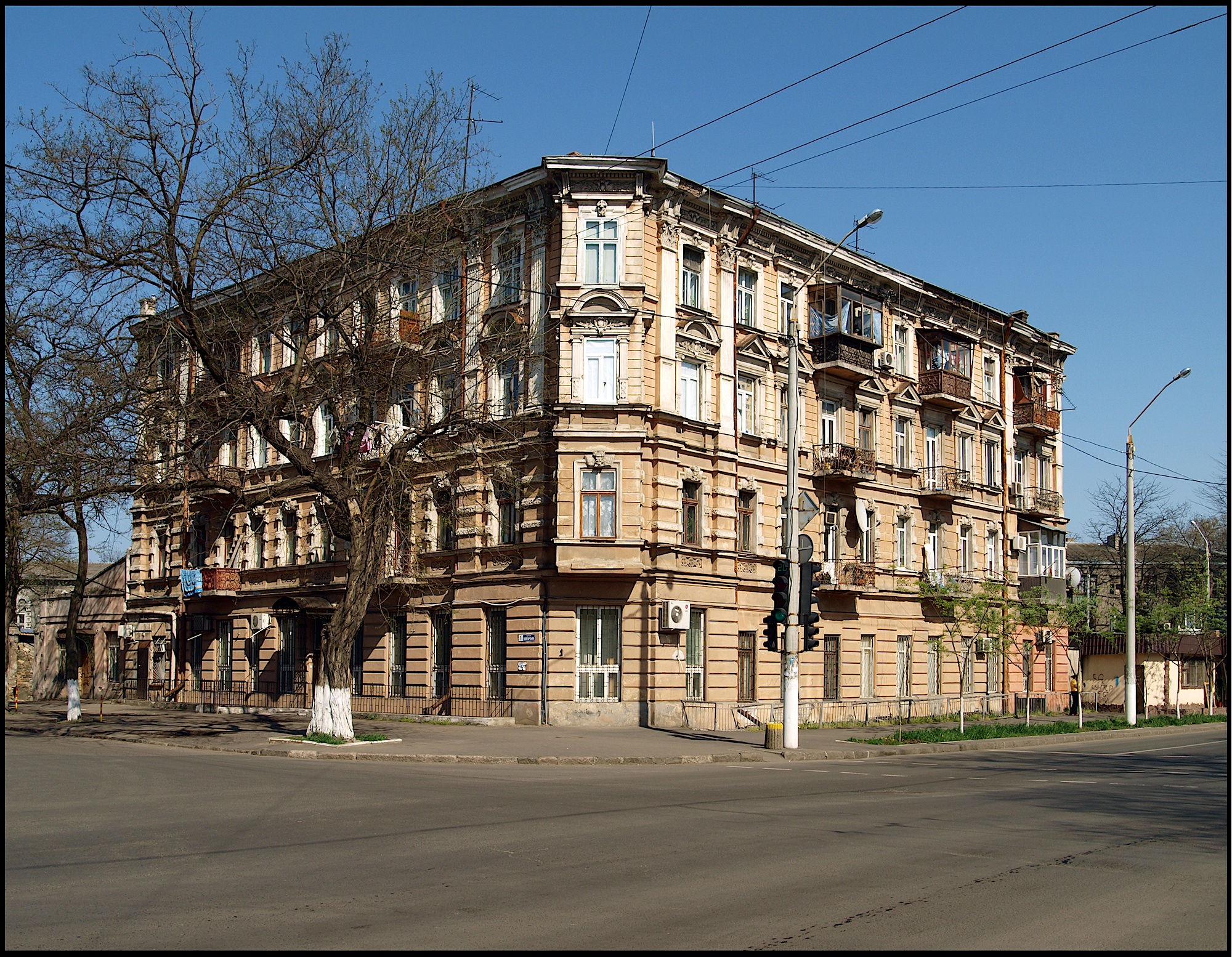
На углу с Болгарской.
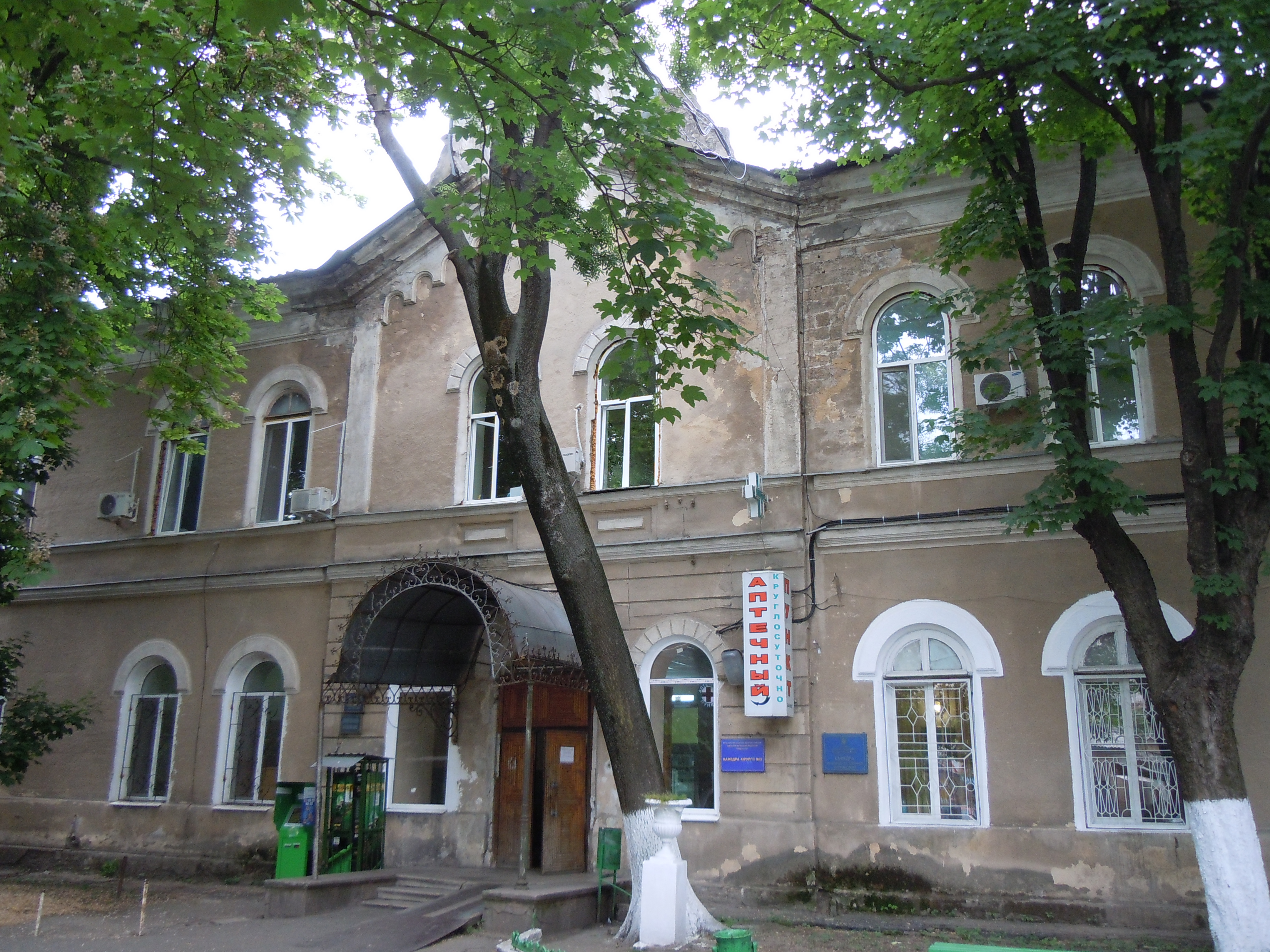
Современный вид главного корпуса Еврейской больницы.
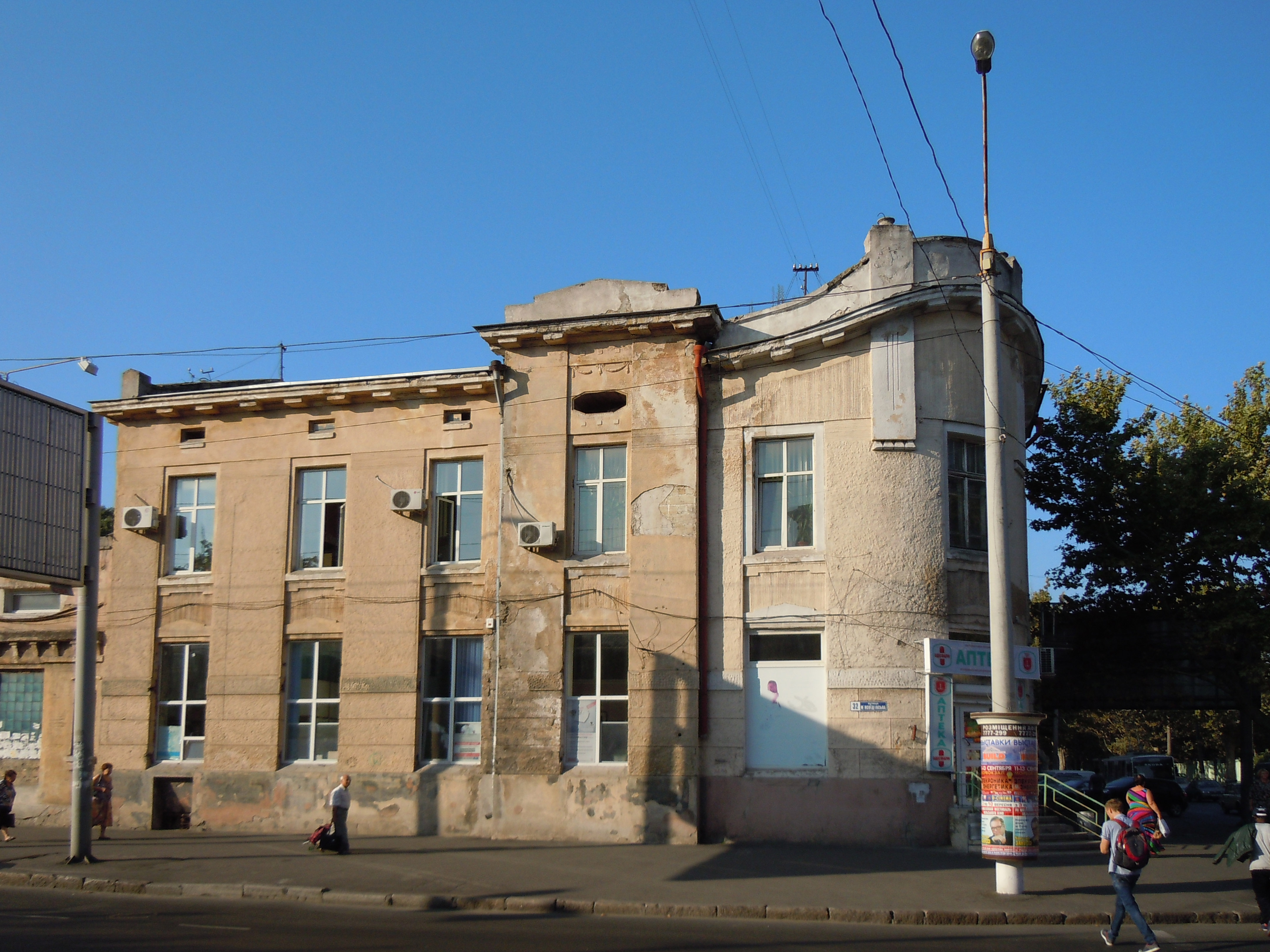
Административный корпус Еврейской больницы (на углу с ул. Богдана Хмельницкого).